# Petron van Himera
Petron van Himera was een pythagoreïsche filosoof, afkomstig uit Sicilië. Mogelijk leefde hij in de vierde eeuw v.Chr. Van hem is niets anders bekend dan een kosmologische theorie die kort beschreven wordt in Plutarchus' Delfische dialoog De neergang van de orakels (§22-23).
Petron stelde dat er niet een, maar 183 werelden of universa (kosmoi) bestaan. Deze vormen een driehoek, met op elke lijn zestig werelden en drie extra op de hoeken. Ze staan met elkaar in contact en houden elkaar draaiende 'als in een dans'. Het veld binnen de driehoek noemde Petron de Vlakte van de Waarheid. Daarin ligt de 'gemeenschappelijke haard van alles', waarin formules, vormen en patronen van alle dingen die ooit bestaan hun oorsprong vinden. Dit aspect is vermoedelijk ingevoegd door Plutarchus, die een platonische achtergrond had. De driehoek wordt voorts omsloten door Eeuwigheid, vanwaaruit de Tijd de werelden binnenstroomt. Eens in de tienduizend jaar mag de mens deze waarheid aanschouwen indien hij zuiver heeft geleefd.
In het pythagorisme en het platonisme (de Timaeus) speelt de driehoek een belangrijke rol. De driehoek is het kleinst mogelijke oppervlak met het minste aantal punten, en het vormt de basis voor de constructie van de platonische lichamen. Ook stelden de pythagoreeërs de eerste tien getallen voor als driehoek: de tetractys.